# Жар тела
«Жар тела» (англ. Body Heat) — американский триллер 1981 года режиссёра Лоуренса Кэздана, снятый в стилистике неонуар. Главные роли исполнили Уильям Хёрт, Кэтлин Тёрнер и Ричард Кренна. Отмечалось влияние на картину классических фильмов «Двойная страховка» и «Из прошлого».

## Сюжет
Действие фильма происходит во Флориде. У адвоката Неда Расина начинается страстный роман с Мэтти Уолкер — замужней женщиной. На самом деле Мэтти планирует избавиться от своего мужа и прибрать к рукам его немалое состояние. Нед убивает её мужа Эдмунда Уолкера и, казалось, преступление совершено идеально, однако вскоре на след пары выходит полиция. Нед оказывается арестован.
Находясь в тюрьме, Нед, осознав, что Мэтти обманула его, пытается убедить офицера полиции Оскара Грейса в том, что она   по-прежнему жива. Он считает, что фальшивая Мэтти приняла  личность настоящей  Мэтти Тайлер, дабы выйти замуж и устранить Эдмунда.  В эпилоге Нед, находясь в тюрьме, получает копию школьного ежегодника Мэтти: в нём есть фотографии Мэри Энн Симпсон и Мэтти Тайлер, подтверждающие его подозрения, что Мэри Энн приняла личность Мэтти Уокер.

## В ролях
- Уильям Херт — Нед Расин
- Кэтлин Тернер — Мэтти Уолкер
- Ричард Кренна — Эдмунд Уокер
- Тед Дэнсон — Питер Лоуенстейн
- Микки Рурк — Тэдди Льюис
- Ким Зиммер — Мэри Энн Симпсон
- Дж.Э. Престон — Оскар Грейс

## Награды и номинации
- Номинация на премию BAFTA (1983):
  - Самый многообещающий дебют в женской роли (Кэтлин Тернер)
- Номинация на премию Золотой Глобус (1982):
  - Самый многообещающий дебют в женской роли (Кэтлин Тернер)
- Номинация на премию Эдгара Аллана По (1982):
  - Самый лучший фильм
- Номинация на премию Гильдии сценаристов США (1982):
  - Самая лучшая драма